# The Charlie Brown and Snoopy Show
The Charlie Brown and Snoopy Show is een Amerikaanse animatieserie gebaseerd op de stripserie Peanuts van Charles M. Schulz. De serie liep van 1983 tot 1986 op CBS. Daarna werd de serie ook tijdelijk uitgezonden op Disney Channel en Nickelodeon. In Nederland is de serie uitgezonden op Villa Achterwerk.

## Opzet
De serie hanteerde een formaat dat eerder werd toegepast in twee van de tv-specials gebaseerd op Peanuts: A Charlie Brown Celebration (1982) en It's an Adventure, Charlie Brown (1983).
Elke aflevering bestond uit 1 groot verhaal, afgewisseld met meerdere korte filmpjes. Deze korte filmpjes hanteerden vaak verhaallijnen en grappen welke rechtstreeks waren overgenomen uit de strips.

## Cast (Amerika)
- Brad Kesten - Charlie Brown (1983)
- Brett Johnson - Charlie Brown (1985)
- Stacy Heather Tolkin - Sally Brown/Truffles (1983)
- Stacy Ferguson - Sally Brown/Patty (1985)
- Angela Lee - Lucy van Pelt (1983)
- Heather Stoneman - Lucy van Pelt (1985)
- Jeremy Schoenberg - Linus van Pelt/Floyd (1983-1985)
- Kevin Brando - Schroeder/5/Thibault (1983)
- Danny Colby - Schroeder (1985)
- Jason Mendelson - Rerun van Pelt (als Jason Muller) (1983-1985)
- Bill Meléndez - Snoopy/Woodstock (1983-1985)
- Victoria Vargas - Peppermint Patty (1983)
- Gini Holtzman - Peppermint Patty (1985)
- Michael Dockery - Marcie/Shermy (1983)
- Keri Houlihan - Marcie (1985)
- Mary Tunnell - Frieda/Eudora (1983)

## Cast (Nederland)
- Jip Wijngaarden
- Loes Luca
- Marnie Blok
- Devika Strooker
- Sjuul Schaepkens

## Afleveringen
1. You Can't Win, Charlie Brown - Shorts: Shaking, Spaghetti, Football, Baseball, Toast, Snow Sculpture, Sit, School, Kite, The Blanket, Sally
2. Linus' Security Blanket - Shorts: Snoopy and Woodstock, Sally, Piano, Baseball, Sunsets, Football, Security Blanket, Kite, Woodstock, Clinging Snoopy
3. Snoopy's Cat Fight - Shorts: Woodstock, Baseball, Sally, Peppermint Patty, Piano, Blanket
4. Linus and Lucy - Shorts: Sally and Snoopy, Football, Beads, Love, Snowballs, Kite Flying, Linus and Lucy, Baseball
5. Snoopy: Man's Best Friend - Shorts: Kiss, Peppermint Patty, Charlie Brown Lost!, Snoopy
6. The Lost Ballpark - Shorts: Crawl, Marcie, Truffles, The Lost Ballfield
7. Snoopy: Team Manager - Shorts: Shoveling, Re-Run, Lost Blanket, The Manager
8. Lucy Loves Schroeder - Shorts: Kite-Eating Tree, Sally, Camp, Lucy Loves Schroeder, Scared Snoopy
9. Snoopy the Psychiatrist - Shorts: Charlie Brown & Lucy, Kite, The Dance, Thiebault
10. Lucy vs. the World - Shorts: Straws, Lucy Baseball, Peppermint Patty, Daisy Hill Puppy Cup, Linus and Lucy
11. Snoopy's Football Career - Shorts: Gold Stars, Blanket, Piano, Teaching
12. Chaos in the Classroom - Shorts: Sally at School, Football, School Patrol, Blanket, The Team
13. It's That Team Spirit, Charlie Brown - Shorts: Vulture, Blanket, Peppermint Patty, Re-Run, Rainy Day
14. Snoopy and the Giant - Shorts: Snoopy's Foot, Giant, Re-Run
15. Snoopy's Brother Spike - Shorts: The Pelicans, Great Pumpkin, Spike
16. Snoopy's Robot - Shorts: Snoopy's Robot, Linus and the Blanket, Friends
17. Peppermint Patty's School Days - Shorts: School Days, Snoopy's Trick, Snoopy's Flight
18. Sally's Sweet Babboo - Shorts: The Play, Sweet Babboo!, Snoopy's Story

## Titelsong
De titelsong van het eerste seizoen was een instrumentaal nummer gespeeld op de piano. Voor het tweede seizoen werd een verkorte versie van het lied "Let's Have a Party" van het album Flashbeagle gebruikt.

## Prijzen
In 1986 won de serie twee Young Artist Awards:
- Best Family Animation Series or Special
- Outstanding Young Actress - Animation Voice Over (Gini Holtzman)

Datzelfde jaar werd de show genomineerd voor een Young Artist Award in de categorie Outstanding Young Actor - Animation Voice Over.